# Uzunçayır-Talsperre
Die Uzunçayır-Talsperre (türkisch Uzunçayır Barajı) befindet sich am Munzur Çayı südlich der Provinzhauptstadt Tunceli in der gleichnamigen osttürkischen Provinz.
Die Uzunçayır-Talsperre wurde im Auftrag der staatlichen Wasserbehörde DSİ in den Jahren 1994–2009 als Sand-/Kies-Schüttdamm mit Lehmkern errichtet.
Die Talsperre dient der Energieerzeugung.
Der Staudamm hat eine Höhe von 58 m (über Talsohle) und besitzt ein Volumen von 2,8 Mio. m³. Der zugehörige Stausee besitzt eine Wasserfläche von 13,43 km² und ein Speichervolumen von 308 Mio. m³. 
Das Wasserkraftwerk der Uzunçayır-Talsperre verfügt über drei Francis-Turbinen zu je 32 Megawatt. Ursprünglich waren drei 24 MW-Turbinen vorgesehen. Das Regelarbeitsvermögen liegt schätzungsweise bei 317 GWh im Jahr. 
Flussabwärts mündet der Munzur Çayı in den Stausee der Keban-Talsperre.
Infolge einer Trockenheit erreichte der Stausee im Februar 2014 den tiefsten Stand seit der Errichtung der Talsperre. Das Wasserkraftwerk arbeitete nur noch mit einer Turbine. Der Durchfluss betrug 24 m³ statt 57 m³ wie im Vorjahr.